# Sedum stelliforme
Sedum stelliforme är en fetbladsväxtart som beskrevs av S. Wats.. Sedum stelliforme ingår i Fetknoppssläktet som ingår i familjen fetbladsväxter. Inga underarter finns listade i Catalogue of Life.